# Navaluenga
Navaluenga település Spanyolországban, Ávila tartományban. Navaluenga Navalmoral, San Juan de la Nava, Burgohondo, Piedralaves, La Adrada és El Barraco községekkel határos. Lakosainak száma 2172 fő (2024).

## Népesség
A település népessége az utóbbi években az alábbiak szerint változott:
| Lakosok száma | 2032 | 2088 | 2198 | 2245 | 2190 | 2027 | 2030 | 1954 | 2135 | 2172 |
|               | 2001 | 2004 | 2006 | 2009 | 2011 | 2014 | 2016 | 2019 | 2021 | 2024 |